# Каськів Олег Богданович
Оле́г Богда́нович Ка́ськів (нар. 11 листопада 1978, Кременець Тернопільської області) — український скрипаль. Лауреат міжнародних конкурсів. Викладач Міжнародної музичної академії Ієгуді Менухіна (Швейцарія) і викладач класу скрипки Женевської консерваторії.

## Життєпис
2000 — закінчив Вищий музичний інститут у Львові (викладач Тетяна Сиротюк).
2003 — закінчив асистентуру-стажування при Львівській музичній академії (клас Б. Каськіва).
2002 — закінчив Міжнародну музичну академію Ієгуді Менухіна у Ґштааді (Швейцарія, клас А. Лисого).
З 2003 — асистент Альберто Лисого в Міжнародній музичній академії І. Менухіна (м. Ґштаад).
Є першим виконавцем Концерту № 5 для скрипки з оркестром М. Скорика, написаного для Олега Каськіва, і скрипкових концертів В. Задерацького.
Виступає у складі оркестру «Камерата А. Лисого» у країнах Європи, Америки, Азії.

## Родина
Батько Богдан Каськів, відомий скрипаль і педагог, професор Львівської музичної академії.
Мати Тетяна Сиротюк, викладач Львівської музичної академії, доцент.

## Визнання
- 2001 — лауреат міжнародного конкурсу скрипалів ім. королеви Єлизавети (Брюссель)
- 2003 — лауреат міжнародного конкурсу в Монреалі
- 2003 — лауреат міжнародного конкурсу ім. Л. Шпора (Веймар, Німеччина)
- 2004 — лауреат міжнародного конкурсу ім. Д. Ойстраха (Одеса)